# Kanton Aigrefeuille-d'Aunis
Aigrefeuille-d'Aunis is een voormalig kanton van het Franse departement Charente-Maritime. Het kanton maakte deel uit van het arrondissement Rochefort. Het werd opgeheven bij decreet van 27 februari 2014, met uitwerking op 22 maart 2015.

## Gemeenten
Het kanton Aigrefeuille-d'Aunis omvatte de volgende gemeenten:
- Aigrefeuille-d'Aunis (hoofdplaats)
- Ardillières
- Ballon
- Bouhet
- Chambon
- Ciré-d'Aunis
- Forges
- Landrais
- Thairé
- Le Thou
- Virson